# Grevillea asteriscosa
Grevillea asteriscosa là một loài thực vật có hoa trong họ Quắn hoa. Loài này được Diels miêu tả khoa học đầu tiên năm 1904.